# Scelidocteus
Scelidocteus is een geslacht van spinnen uit de  familie van de Palpimanidae.

## Soorten
- Scelidocteus baccatus Simon, 1907
- Scelidocteus berlandi Lessert, 1930
- Scelidocteus lamottei Jézéquel, 1964
- Scelidocteus ochreatus Simon, 1907
- Scelidocteus pachypus Simon, 1907
- Scelidocteus schoutedeni Benoit, 1974
- Scelidocteus vuattouxi Jézéquel, 1964